# Harige zakspons
De harige zakspons (Sycon scaldiense) is een sponssoort in de taxonomische indeling van de kalksponzen (Calcarea). De spons leeft in de zee en zijn steencel bestaat uit calciumcarbonaat. De spons behoort tot het geslacht Sycon en behoort tot de familie Sycettidae. De wetenschappelijke naam van de soort werd voor het eerst geldig gepubliceerd in 1982 door Theo van Koolwijk als Scypha scaldiensis.

## Beschrijving
De harige zakspons is een cilindrische zakspons met dunne wanden waaruit zeer lange spicula (kalknaalden) steken waardoor een sterk 'harig' uiterlijk ontstaat. Wordt tot ongeveer 5 cm hoog en rond de uitstroomopening is een stijf kruintje van spicula aanwezig. Is grijswit, soms iets glasachtig van kleur. Het kruintje en uitstekende 'haren' hebben een zilverwitte glans.

## Verspreiding
De harige zakspons is vermoedelijke een exoot die enkele decennia geleden geïntroduceerd is uit tropische of subtropische wateren. De soortbeschrijving uit 1982 door Van Koolwijk is gebaseerd op dit materiaal uit Nederland. De naam scaldiense betekent 'uit de Schelde afkomstig' en refereert naar de typelocaliteit. Wordt sporadisch waargenomen in Zeeland.